# Marc Barani
Marc Barani, né le 23 avril 1957 à Menton (Alpes-Maritimes), est un architecte français. Il exerce à Nice et Paris.

## Biographie
Après avoir étudié l’architecture à l’École nationale supérieure d'architecture de Marseille et la scénographie à la Villa Arson de Nice, il complète sa formation par des études d’anthropologie qui l’ont conduit un an au Népal.
Peu après son retour du Népal, il fonde l'agence d'architecture « Atelier Marc Barani » avec des bureaux à Nice et Paris. Son équipe est pluridisciplinaire et réunit selon les projets, architectes, scénographes, designers et paysagistes.
Aujourd'hui, l’Atelier travaille sur des projets de taille et de nature très différentes, comme des équipements culturels, des bâtiments d’enseignement, des logements, des bureaux, des infrastructures de transport, des ouvrages d’art.
Marc Barani a enseigné l’architecture de 1993 à 2003 et donne régulièrement des conférences en France et à l’étranger.
En 2008, il reçoit le prix de l’Équerre d’argent du Moniteur.
En 2013, il est lauréat du Grand Prix National de l'Architecture du ministère de la Culture.
En 2018, il reçoit la Grande Médaille d’or décernée par l’Académie d’architecture.
Marc Barani s'est largement impliqué pour le ministère de la Culture, au cours de l'année 2015, dans les travaux en vue de l'élaboration de la nouvelle stratégie nationale pour l'architecture où il a animé le groupe de travail "Innover". 
Il est également membre du cercle de réflexion « Valeur de l’Architecture » mis en place en 2018.
En 2018, il est élu membre de l’Académie des Beaux-Arts au fauteuil 5 de la Section Architecture précédemment occupé par Claude Parent.

## Distinctions

### Prix
- 2008 : Prix Le Soufaché de l'Académie d'architecture.
- 2008 : Prix de l'Équerre d'argent pour le pôle multimodal du tramway de Nice[1].
- 2013 : Grand Prix national d’architecture.
- 2018 : Grande Médaille d’Or de l’Académie d’architecture.
- 2020 : Prix d’Architectures pour l’École nationale supérieure de la photographie à Arles.

### Décorations
Officier de l'ordre des Arts et des Lettres. Il est élevé au grade d’officier par l’arrêté du 17 juillet 2015.
 Chevalier de la Légion d'honneur. Il est élevé au grade de chevalier par l’arrêté du 31 décembre 2015.

### Postes d'honneur
- Membre de l’Académie d’Architecture
- Membre de l’Académie des Beaux-Arts[4]

## Enseignement
- 1993-1998 : Enseignant à l’École pilote internationale d’art et de recherche, Villa Arson, Nice
- 1996-1999 : Enseignant à l’École méditerranéenne des jardins et du paysage, Grasse
- 1997-1998 : Professeur invité à l’École nationale supérieure de création industrielle, ENSCI, Paris
- 1997-2001 : Enseignant à l’École nationale supérieure d'architecture, ENSAM, Marseille
- 2001-2003 : Professeur invité à l’École spéciale d’architecture, ESA, Paris
- Depuis 2000 : Workshops en France et à l’étranger

## Projets

### Projets en cours
- Tribunal de Grande Instance d’Aix-en-Provence
- Réseau de transport public du Grand Paris, station de métro de la ligne 15 Bagneux – Lucie Aubrac, Bagneux
- Site de maintenance des Infrastructures à Vitry-sur-Seine
- Chai les Davids à Viens
- Brazza Ilot E4 à Bordeaux
- Institut Méditerranéen du Risque, de l’Environnement et du Développement Durable (IMREDD) à Nice
- Projet le Château – 51 logements à Mouans-Sartoux
- Complexe hôtelier et logements à Menton
- Restructuration du Domaine Charlot en espace culturel et social à Beausoleil

### Projets réalisés
- 1989 : Contribution à l’étude du plan directeur de conservation de la ville, Kirtipur, Népal
- 1991 : Extension du Cimetière Saint-Pancrace, Roquebrune-Cap-Martin (3000 sépultures)
- 1993 : Extension du Cimetière Saint-Pancrace, Roquebrune-Cap-Martin (915 sépultures)
- 1994 : Restauration du Cabanon Le Corbusier, Roquebrune-Cap-Martin
- 1996 : Salle Polyvalente, La Gaude
- 1996 : Atelier Gégoire Gardette Editions, Nice
- 1998 : Espace de l’Art Concret – Ateliers pédagogiques, Mouans-Sartoux
- 1999 : Cimetière paysager Darbusson, Valbonne Sophia-Antipolis (1re tranche)
- 2001 : Passerelle du Millénaire, Contes
- 2002 : Villa Arson – École Pilote Internationale d’Art et de Recherche, Nice
- 2004 : Villa privée dans le sud de la France
- 2006 : Cimetière paysager Darbusson, Valbonne Sophia-Antipolis (2e tranche)
- 2007 : Pôle multimodal/Gare des tramways, Nice
- 2008 : Musée Fernand Léger, Biot
- 2008 : Église Sainte Croix, Chelles
- 2008 : Ilot-Mairie, Saint-Jacques-de-la-Lande (54 logements)
- 2008 : Ilot 22, Saint-Jacques-de-la-Lande (72 logements)
- 2010 : Pont Renault de l’Ile Seguin, Boulogne-Billancourt
- 2011 : Pont Eric Tabarly, Nantes
- 2011 : Parc de stationnement B/P6, Aéroport de Nice-Côte d’Azur, Nice
- 2013 : Institut Alzheimer Claude Pompidou, Nice
- 2013 : 2 villas privées, Golfe-Juan
- 2013 : Villa privée, Nice
- 2014 : Grand Nancy Congrès, Centre Prouvé, Nancy
- 2014 : Horizon Méridia, Nice (79 logements)
- 2017 : Immeuble de bureaux, Bordeaux
- 2017 : Pont sur le Rhin, Strasbourg
- 2017 : Tombe / Mémorial Rafic Hariri, Beyrouth, Liban
- 2018 : Auditorium, Institut de France, Paris
- 2019 : Pôle d’échanges avec le terminus de la ligne 2 du métro, Marseille
- 2019 : École Nationale Supérieure de la Photographie, Arles
- 2019 : Immeuble de bureaux – EcoCités, Ilot 3.3 – Grand Arénas, Nice

## Scénographie
- 2001 : « Mingei », Musée des Arts asiatiques, Nice - Avec Birgitte Fryland, scénographe
- 2001 : « Paravents japonais », Musée des Arts asiatiques, Nice - Avec Birgitte Fryland, scénographe
- 2001 : « Bambou », Musée des Arts asiatiques, Nice - Avec Birgitte Fryland, scénographe
- 2009 : « Jean Després et les bijoutiers modernes », Musée des Arts Décoratifs, Paris - Avec Birgitte Fryland, scénographe
- 2012 : « Alexandre le Grand. La Macédoine Antique », Musée du Louvre, Paris - Avec Birgitte Fryland, scénographe

## Commissariat d'exposition
- 2012 : Agora 2012, Bordeaux (Biennale d’architecture et d’urbanisme) – Commissariat et scénographie. Avec Christian Barani, vidéaste – Birgitte Fryland, scénographe – Dirk Behage et Evelyn ter Bekke, graphistes